# Aranymetszés módszere

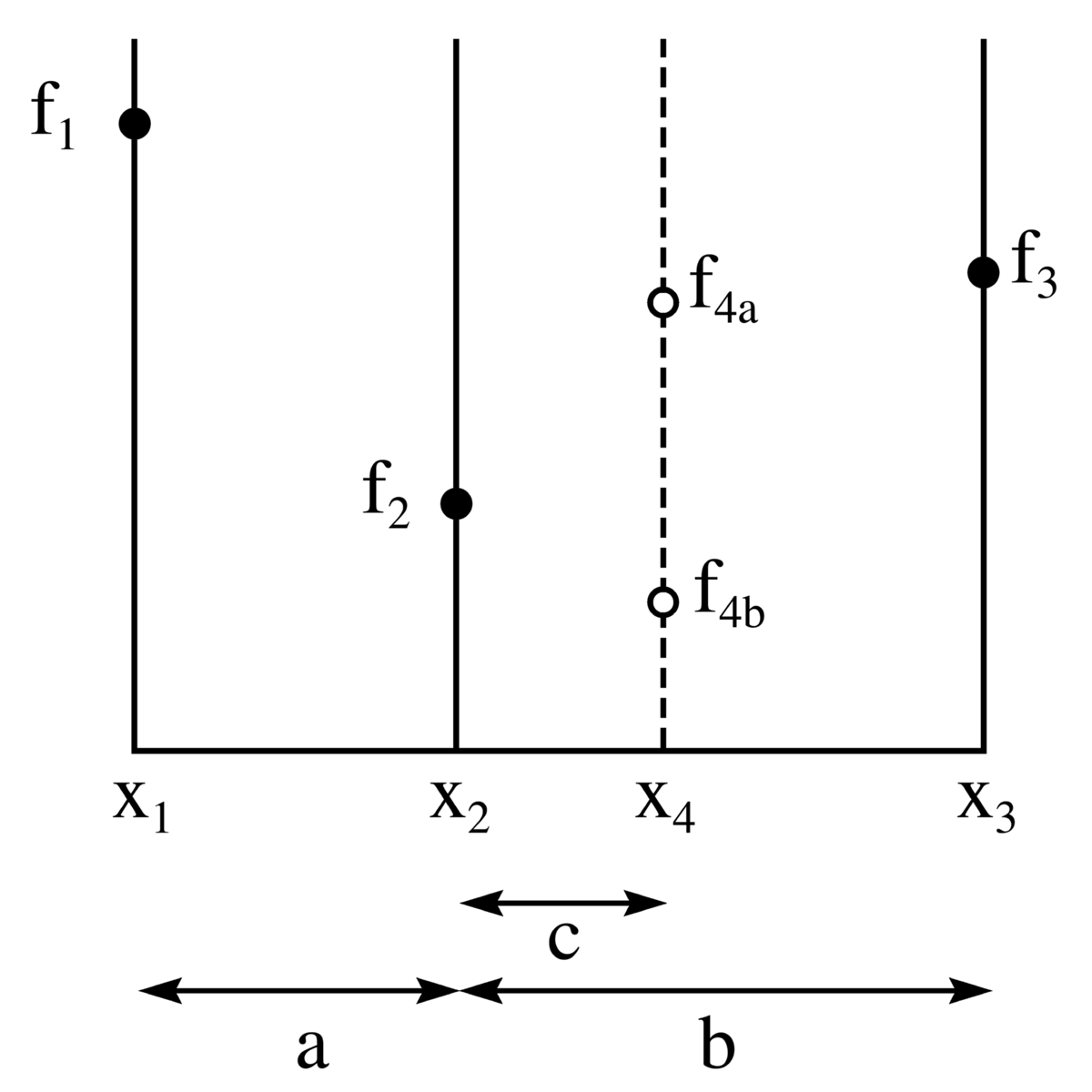
Az aranymetszés módszer alkalmazása

Az aranymetszés optimalizálási módszer egy technika az unimodális függvények szélsőértékpontjainak (minimum vagy maximum) a meghatározására, ha ismert az a szűk értéktartomány, amelyen belül megtalálhatók. Onnan kapta nevét, hogy az algoritmus tartalmazza azt azt a három függvényértéket, amelyek egymástól való távolságát pontosan az aranymetszés adja meg. Ez a módszer közel áll a Fibonacci-kereséshez és a bináris kereséshez.

## Fő gondolat
A fenti ábra bemutatja egy lépését a minimum keresési technikának. Az f(x) funkcionális értékei szerepelnek a függőleges tengelyen, míg a vízszintesen az x megfelelő értékei. Az {\displaystyle f(x)} függvény már ki lett értékelve három pontban: {\displaystyle x_{1}}, {\displaystyle x_{2}}, {\displaystyle x_{3}}. Az {\displaystyle f_{2}} értéke az {\displaystyle f_{1}} és az {\displaystyle f_{3}} értéke között helyezkedik el, tehát egyértelművé válik, hogy a minimumpont az {\displaystyle x_{1}} és az {\displaystyle x_{3}} között helyezkedik el.
A következő lépés egy új x érték kiértékelése, ami {\displaystyle x_{4}} lesz. A legcélszerűbb az {\displaystyle x_{4}} értékét a legnagyobb intervallumból választani, ami esetünkben az {\displaystyle x_{2}} és az {\displaystyle x_{3}} közötti. Az ábráról egyértelműen leolvasható, hogy ha az {\displaystyle f_{4}a}-ban nézzük, akkor az intervallum [{\displaystyle x_{1}},{\displaystyle x_{4}}], de ha az {\displaystyle f_{4}b} értékét nézzük, akkor az intervallumunk az {\displaystyle x_{2}} és {\displaystyle x_{3}} között lesz. Az első esetben az új hármaspont ({\displaystyle x_{1}},{\displaystyle x_{2}},{\displaystyle x_{4}}), a másodikban ({\displaystyle x_{2}},{\displaystyle x_{4}},{\displaystyle x_{3}}). Ezt a lépést újra és újra alkalmazva megkapjuk a minimumpontját egy függvénynek.

## A próbapont megkeresése
A fenti ábrán látjuk, hogy az új keresési intervallum az {\displaystyle x_{1}} és az {\displaystyle x_{4}} között van, amelynek hossza a+c, vagy pedig az {\displaystyle x_{2}} és az {\displaystyle x_{3}} között van, amelynek hossza b. Az aranymetszés előírja, hogy ezek egyformák legyenek. Ha nem egyformák, akkor úgy kell megválasztani az {\displaystyle x_{4}}-et, hogy teljesüljön a következő egyenlőség:{\displaystyle x_{4}}={\displaystyle x_{1}}-{\displaystyle x_{2}}+{\displaystyle x_{3}}.
A kérdés meg mindig ugyanaz, hogy hol kell elhelyezkedjen az {\displaystyle x_{2}} az {\displaystyle x_{1}} és az {\displaystyle x_{3}} között. Az aranymetszés keresési módszer olyan módon választja ki a pontokat, hogy a közöttük lévő távolságok aránya mindig egyenlő legyen. Matematikailag, ha {\displaystyle f(x_{4})} az {\displaystyle f(x_{4}a)}-ban van akkor:
{\displaystyle {\frac {c}{a}}={\frac {a}{b}}.}
Ellenben, ha {\displaystyle f(x_{4})} az {\displaystyle f(x_{4}b)}-ben van, akkor az arány a következőképpen néz ki:
{\displaystyle {\frac {c}{(b-c)}}={\frac {a}{b}}.}
A "c" értéket kifejezzük és a két egyenletet egyenlővé tesszük:
{\displaystyle \left({\frac {b}{a}}\right)^{2}={\frac {b}{a}}+1}
vagy
{\displaystyle {\frac {b}{a}}=\varphi }
ahol a φ  az aranyarány (a fi):
{\displaystyle \varphi ={\frac {1+{\sqrt {5}}}{2}}=1,618033988\ldots }
Onnan kapta ez az algoritmus a nevét, hogy a távolságok aránya az aranyarány az aranymetszésből.

## Meghatározási feltétel
Az algoritmusnak szüksége van egy leállási feltételre, ez a következő:
{\displaystyle |x_{3}-x_{1}|<\tau (|x_{2}|+|x_{4}|)\,}
ahol {\displaystyle \tau } az algoritmus tolerancia paramétere, és {\displaystyle |x|} abszolút értéke az {\displaystyle x}-nek.
A {\displaystyle \tau } javasolt értéke {\displaystyle \tau ={\sqrt {\epsilon }}} ahol {\displaystyle \epsilon } a szükséges pontosság értéke.

## Fordítás
Ez a szócikk részben vagy egészben  a   Golden section search című angol Wikipédia-szócikk fordításán alapul.  Az eredeti cikk szerkesztőit annak laptörténete sorolja fel. Ez a jelzés csupán a megfogalmazás eredetét és a szerzői jogokat jelzi, nem szolgál a cikkben szereplő információk forrásmegjelöléseként.